# (822) Lalage
Pour le passereau, voir Lalage.
(822) Lalage est un astéroïde de la ceinture principale découvert le 31 mars 1916 par l'astronome allemand Max Wolf.
Sa désignation provisoire était 1916 ZD.